# Ландскнехтські обладунки

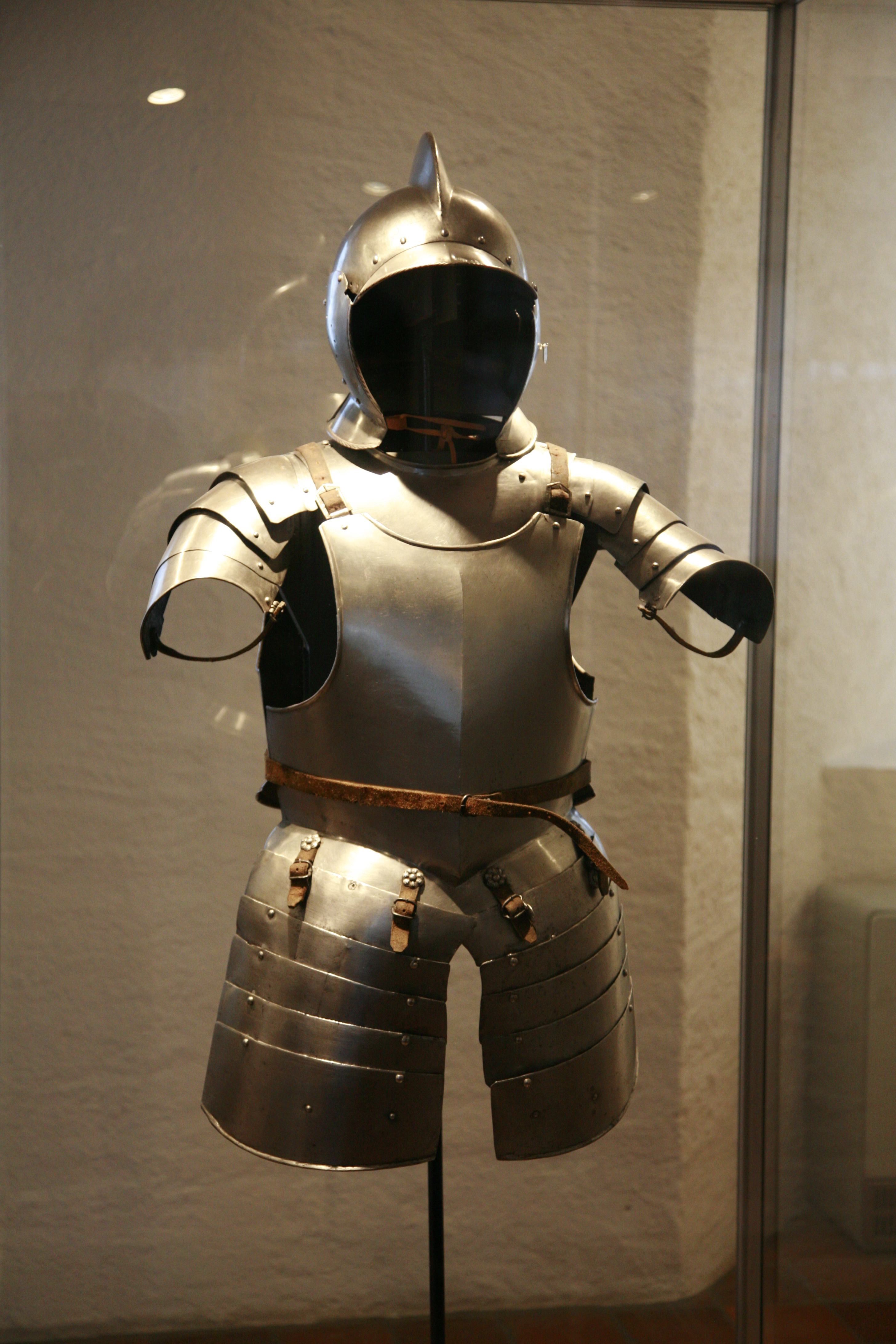
Обладунок, який носили ландскнехти на подвійній платні, так і небагаті кірасири

Ландскнехтські обладунки, одн. ландскнехтський обладунок — це неповний обладунок, який носили ландскнехти, комплектація і ціна обладунку залежала від звання і платні ландскнехта. Типовий обладунок ландскнехта складався з кіраси з намистом і набедренниками, які представляли собою єдиний захист для ніг. Часто складовою частиною обладунків були панцерні поручі спрощеної конструкції. До намиста прикріплялися наплічники, які доходили до ліктя. Голову ландскнехта захищав шолом - штурмак, дещо пізніше (в середині XVI століття) з'явився моріон. Стрілки часто використовували спеціальний шолом - кабасет. До XVII століття обладунки у вигляді спрощених кірас і шоломів використовувалися лише пікінерами, що стоять в перших лініях і бійцями, озброєними дворучними мечами, завданням яких був прорив ворожого строю.  

Цей обладунок веде походження від "тричетвертних" обладунків, які отримали поширення в кінноті кінця XV - початку XVI століть. Крім наведених на фотографії частин, доповнювався або повними набедренниками або налядвенниками, але не мав захисту ніг нижче колін. 